# Shirley Booth
Shirley Booth (Nova York, 30 d'agost de 1898 - North Chatham, 16 d'octubre de 1992) va ser una actriu estatunidenca nascuda amb el nom Thelma Marjorie Ford.
Principalment actriu de teatre, la carrera de Booth a Broadway va començar el 1925. El seu èxit més significatiu va ser el de Lola Delaney, en el drama  Come Back, Little Sheba , per la que va rebre un premi Tony el 1950. Booth va fer el seu debut en el cinema, reprenent el seu paper en la versió cinematogràfica de 1952, i va guanyar tant l'Oscar a la millor actriu i un Globus d'Or a la millor actriu dramàtica. Malgrat la seva entrada reeixida en el cinema, va preferir el teatre, i va fer només quatre pel·lícules més.

## Filmografia parcial

### Actriu
- 1952: Come Back, Little Sheba: Lola Delaney
- 1953:	Main Street to Broadway
- 1954: About Mrs. Leslie: Mrs. Vivien Leslie
- 1958: The Matchmaker de Joseph Anthony: Dolly « Gallager » Levi, « la presentadora»
- 1958: Hot Spell de Daniel Mann: Alma Duval
- 1961: Hazel (sèrie TV): Adèle

## Premis i nominacions

### Premis
- 1953: Oscar a la millor actriu per a Come Back, Little Sheba
- 1953: Premi d'interpretació femenina al Festival de Canes per a Come Back, Little Sheba
- 1953: Globus d'Or a la millor actriu dramàtica per Come Back, Little Sheba
- 1962: Primetime Emmy a la millor actriu en sèrie dramàtica per Hazel
- 1963: Primetime Emmy a la millor actriu en sèrie dramàtica per Hazel

### Nominacions
- 1954: BAFTA a la millor actriu estrangera per Come Back, Little Sheba
- 1955: BAFTA a la millor actriu estrangera per About Mrs. Leslie
- 1964: Primetime Emmy a la millor actriu en sèrie dramàtica per Hazel
- 1967: Primetime Emmy a la millor actriu en sèrie dramàtica per The Glass Menagerie